# بونیفاس دوم
پاپ بونیفاس دوم (به انگلیسی: Pope Boniface II) یکی از پاپ‌های کلیسای کاتولیک رم بود که در رم به دنیا آمد و بین سال‌های ۵۳۰ تا ۵۳۲ میلادی پاپ بود.